# Jan Pavel I.
Blahoslavený Jan Pavel I. (17. října 1912 Forno de Canale – 28. září 1978 Vatikán), rodným jménem Albino Luciani, byl v pořadí 263. papež. Byl zvolen 26. srpna 1978 a zemřel 28. září téhož roku, takže jeho pontifikát byl jedenáctý nejkratší v historii. Byl prvním papežem v dějinách, který si zvolil dvě jména (obě po svých předchůdcích na papežském stolci, které oba zažil: po Janu XXIII. a Pavlu VI.) a také prvním papežem, který si za jméno sám doplnil číslici „I.“

## Život

### Dětství a raná kariéra

Znak kardinála Lucianiho

Narodil se ve Forno de Canale (dnes Canale d'Agordo) v oblasti Belluno (severní Itálie). Knězem se stal 7. července 1935. Studoval teologii, doktorát získal na prestižní Papežské Gregoriánské univerzitě v Římě.
Později byl vicerektorem semináře diecéze Belluno (1937–1947). Učil zde předměty dogmatika, morální teologie a kanonické právo. V roce 1948 byl vybrán jako pobočník generálního vikáře diecéze, o deset let později se stal generálním vikářem (1958). Ještě týž rok jej však Jan XXIII. jmenoval biskupem v diecézi Vittorio Veneto.
Zúčastnil se druhého vatikánského koncilu (1962–1965). 15. prosince 1969 jej papež Pavel VI. jmenoval patriarchou Benátek. Tentýž papež jej 5. září 1973 povýšil mezi kardinály. Papežem byl zvolen 26. srpna 1978. Zvolil si jméno Jan Pavel I., protože hodlal navázat na dílo svých předchůdců, papežů Jana XXIII. a Pavla VI.

### Papežství
Povahově byl podobný sv. Janu XXIII. – i on měl přátelské vystupování a smysl pro osobitý humor.[zdroj?]
Přes velmi krátké trvání svého pontifikátu Jan Pavel I. stihl udělat několik změn.
Zrušil užívání majestátního plurálu My v papežských proslovech a dokumentech a omezil velkolepé tradice doprovázející uvedení papeže do úřadu. Kladl velký důraz na tu část povinností papeže, která je vyjádřena v titulu Servus servorum Dei (služebník služebníků Božích).
Představoval konzervativce v otázkách morálky, ale reformátora a pokrokáře v oblasti církevních struktur a pojetí poslušnosti v církvi. V obou oblastech připravoval nové encykliky, ale vznikly pouze malé zlomky přípravných textů, které krom výše uvedených zobecnění nedovolují udělat si přesnější představu o jeho plánech.
Každopádně jeho plány narážely na odpor některých kardinálů Kurie, kteří mu vyčítali malý smysl pro zodpovědnost, nedostatek diplomatických zkušeností a přílišné volnomyšlenkářství.

### Smrt
Jeho pontifikát ukončila náhlá smrt v noci z 28. na 29. září 1978. Jako její příčina bylo stanoveno srdeční selhání. Tělo bylo balzamováno, což znemožnilo pitvu; Vatikán to odůvodnil tak, že jeho zákony pitvu papeže zakazují.
Nesporným faktem je, že Jan Pavel I. měl zdravotní potíže již dříve a v posledních dnech si stěžoval na velmi namáhavý program. V době úmrtí mu nebylo ani 66 let, nižšího věku se před ním z papežů dožil až Řehoř XIV. v 16. století.

## Spekulace o jeho smrti
Brzo po jeho smrti se objevily pověsti, že nebyla přirozená – většinou se naznačuje, že byl otráven; zesílily poté, co byl za jeho nástupce vybrán poněkud konzervativnější Karol Wojtyła. (Viz též níže Odraz v umění.)

## Beatifikační proces
Roku 2003 byl zahájen jeho beatifikační proces.
Dne 4. září 2022 byl při nedělní mši svaté ve Vatikánu Jan Pavel I. papežem Františkem blahořečen.

## Odraz v umění
Krátký pontifikát Jana Pavla I. je volně umělecky zpracován ve filmu Kmotr III (1990), kde se papežem tohoto jména stane postava kardinála Lamberta. Krátce po svém zvolení se stane obětí spiknutí špiček tehdejší církve s vysokými politickými kruhy a sicilskou mafií.